# Manglar de Madagascar
El manglar de Madagascar es una ecorregión de la ecozona afrotropical, definida por WWF, que se extiende principalmente por la costa oeste de Madagascar.
Está incluido en la lista de conservación prioritaria Global 200.

## Descripción
Es una ecorregión de manglar con una superficie de 5.500 kilómetros cuadrados repartidos en varios enclaves a lo largo de la costa de Madagascar. Hay 29 enclaves en la costa oeste; los más extensos se encuentran al noroeste, en la bahía de Mahajamba, Bombetoka, Mahavavy y Salala, y Maintirano. En la costa este existen 11 enclaves, que ocupan solo 50 kilómetros cuadrados.
Los manglares de la costa oeste limitan, de norte a sur con la selva subhúmeda de Madagascar, la selva seca caducifolia de Madagascar y el monte suculento de Madagascar, mientras que los de la costa este son limítrofes de la selva de tierras bajas de Madagascar.
Las cordilleras centrales de la isla protegen a los manglares de los monzones.

## Flora
Las principales especies arbóreas son el mangle negro (Bruguiera gymnorrhiza), Rhizopora mucronata y Ceriops tagal, de la familia Rhizophoraceae, Avicennia marina, de la familia Avicenniaceae, Sonneratia alba, de la familia Lythraceae, y Lumnitzera racemosa, de la familia Combretaceae.

## Fauna
Entre las aves, destacan varios endemismos de Madagascar, como la garza malgache (Ardea humbloti), la cerceta malgache (Anas bernieri), el chorlitejo malgache (Charadrius thoracicus), el pigargo malgache (Haliaeetus vociferoides) y el martín pescador malgache (Alcedo vintsioides). La ecorregión es importante para varias especies migratorias, como el chorlitejo grande (Charadrius hiaticula), el chorlito cangrejero (Dromas ardeola), el chorlito gris (Pluvialis squatarola), la espátula africana (Platalea alba) y la garza blanca (Ardea alba). 
También se encuentran en los manglares la tortuga verde (Chelonia mydas) y la tortuga carey (Eretmochelys imbricata), que anidan en la costa oeste de Madagascar, así como el dugongo (Dugong dugon) y el cocodrilo del Nilo (Crocodylus niloticus).
Las comunidades de peces, moluscos y crustáceos son muy ricas.
Especies que se pueden encontrar en esta ecorregión:

### Mamíferos
| Nombre común                   | Nombre científico      | Estado de conservación |
| ------------------------------ | ---------------------- | ---------------------- |
| Tenrec musaraña colicorto*     | Microgale brevicaudata | Preocupación menor     |
| Tenrec musaraña de Grandidier* | Microgale grandidieri  | Preocupación menor     |
| Tenrec erizo menor*            | Echinops telfairi      | Preocupación menor     |
| Tenrec común*                  | Tenrec ecaudatus       | Preocupación menor     |

| Nombre común                          | Nombre científico   | Estado de conservación |
| ------------------------------------- | ------------------- | ---------------------- |
| Lémur ratón gris*                     | Microcebus murinus  | Preocupación menor     |
| Lémur ratón pigmeo*                   | Microcebus myoxinus | Vulnerable             |
| Lémur ratón gigante norteño*          | Mirza zaza          | Vulnerable             |
| Lémur de orejas ahorquilladas pálido* | Phaner pallescens   | En Peligro             |

| Nombre común | Nombre científico            | Estado de conservación |
| ------------ | ---------------------------- | ---------------------- |
| Aye aye*     | Daubentonia madagascariensis | En Peligro             |

| Nombre común        | Nombre científico     | Estado de conservación |
| ------------------- | --------------------- | ---------------------- |
| Sifaca de Coquerel* | Propithecus coquereli | Peligro Crítico        |
| Sifaca coronado*    | Propithecus coronatus | Peligro Crítico        |
| Sifaca de Decken*   | Propithecus deckenii  | Peligro Crítico        |

| Nombre común                   | Nombre científico                | Estado de conservación |
| ------------------------------ | -------------------------------- | ---------------------- |
| Lémur negro de ojos azules*    | Eulemur flavifrons               | Peligro Crítico        |
| Lémur mangosta                 | Eulemur mongoz                   | Peligro Crítico        |
| Lémur marrón de frente roja*   | Eulemur rufus                    | Vulnerable             |
| Lémur cariancho de Ranomafana* | Hapalemur griseus ranomafanensis | Vulnerable             |
| Lémur de cola anillada*        | Lemur catta                      | En Peligro             |

| Nombre común                      | Nombre científico      | Estado de conservación |
| --------------------------------- | ---------------------- | ---------------------- |
| Rata de cola mechonada lirón*     | Eliurus myoxinus       | Preocupación menor     |
| Ratón de pies grandes occidental* | Macrotarsomys bastardi | Preocupación menor     |

| Nombre común | Nombre científico | Estado de conservación |
| ------------ | ----------------- | ---------------------- |
| Musarañita   | Suncus etruscus   | Preocupación menor     |

| Nombre común                   | Nombre científico          | Estado de conservación |
| ------------------------------ | -------------------------- | ---------------------- |
| Murciélago frugívoro malgache* | Eidolon dupreanum          | Vulnerable             |
| Murciélago roseto malgache*    | Rousettus madagascariensis | Vulnerable             |

| Nombre común                     | Nombre científico      | Estado de conservación |
| -------------------------------- | ---------------------- | ---------------------- |
| Murciélago ratonero malgache*    | Myotis goudoti         | Preocupación menor     |
| Murciélago común de Racey*       | Pipistrellus raceyi    | Falta de datos         |
| Murciélago amarillo de Marovaza* | Scotophilus marovaza   | Preocupación menor     |
| Murciélago amarillo occidental*  | Scotophilus tandrefana | Falta de datos         |

| Nombre común                      | Nombre científico         | Estado de conservación |
| --------------------------------- | ------------------------- | ---------------------- |
| Murciélago dedilargo de Aellen*   | Miniopterus aelleni       | Preocupación menor     |
| Murciélago dedilargo de Glen*     | Miniopterus gleni         | Preocupación menor     |
| Murciélago dedilargo de Mahafaly* | Miniopterus mahafaliensis | Preocupación menor     |
| Murciélago dedilargo de Manavi*   | Miniopterus manavi        | Preocupación menor     |

| Nombre común                              | Nombre científico   | Estado de conservación |
| ----------------------------------------- | ------------------- | ---------------------- |
| Murciélago sin cola negro y rojo*         | Chaerephon jobimena | Preocupación menor     |
| Murciélago sin cola ventriblanco malgache | Mops leucostigma    | Preocupación menor     |

| Nombre común                      | Nombre científico      | Estado de conservación |
| --------------------------------- | ---------------------- | ---------------------- |
| Murciélago de vaina occidental*   | Paremballonura tiavato | Preocupación menor     |
| Murciélago de tumba de Mauritania | Taphozous mauritianus  | Preocupación menor     |

| Nombre común                              | Nombre científico        | Estado de conservación |
| ----------------------------------------- | ------------------------ | ---------------------- |
| Murciélago de nariz de hoja de Commerson* | Macronycteris commersoni | Preocupación menor     |
| Murciélago tridente de Trouessart*        | Paratriaenops furculus   | Preocupación menor     |

| Nombre común                              | Nombre científico    | Estado de conservación |
| ----------------------------------------- | -------------------- | ---------------------- |
| Murciélago pies de ventosa de Schliemann* | Myzopoda schliemanni | Preocupación menor     |

| Nombre común         | Nombre científico  | Estado de conservación |
| -------------------- | ------------------ | ---------------------- |
| Fosa*                | Cryptoprocta ferox | Vulnerable             |
| Falanouc occidental* | Eupleres major     | En Peligro             |

### Aves
| Nombre común               | Nombre científico                 | Estado de conservación |
| -------------------------- | --------------------------------- | ---------------------- |
| Suirirí cariblanco         | Dendrocygna viduata               | Preocupación menor     |
| Suirirí bicolor            | Dendrocygna bicolor               | Preocupación menor     |
| Pato dorsiblanco malgache* | Thalassornis leuconotus insularis | Preocupación menor     |
| Pato crestudo afroasiático | Sarkidiornis melanotos            | Preocupación menor     |
| Gansito africano           | Nettapus auritus                  | Preocupación menor     |
| Cerceta hotentote          | Spatula hottentota                | Preocupación menor     |
| Ánade piquirrojo           | Anas erythrorhyncha               | Preocupación menor     |
| Cerceta malgache           | Anas bernieri                     | En Peligro             |

| Nombre común     | Nombre científico          | Estado de conservación |
| ---------------- | -------------------------- | ---------------------- |
| Perdiz malgache* | Margaroperdix madagarensis | Preocupación menor     |

| Nombre común   | Nombre científico     | Estado de conservación |
| -------------- | --------------------- | ---------------------- |
| Flamenco común | Phoenicopterus roseus | Preocupación menor     |
| Flamenco enano | Phoeniconaias minor   | Casi amenazado         |

| Nombre común             | Nombre científico               | Estado de conservación |
| ------------------------ | ------------------------------- | ---------------------- |
| Zampullín común africano | Tachybaptus ruficollis capensis | Preocupación menor     |
| Zampullín malgache*      | Tachybaptus pelzelnii           | En Peligro             |

| Nombre común                | Nombre científico              | Estado de conservación |
| --------------------------- | ------------------------------ | ---------------------- |
| Tórtola malgache común*     | Nesoenas picturatus picturatus | Preocupación menor     |
| Vinago malgache occidental* | Treron australis xenius        | Preocupación menor     |

| Nombre común             | Nombre científico          | Estado de conservación |
| ------------------------ | -------------------------- | ---------------------- |
| Cúa crestado sureño*     | Coua cristata pyropyga     | Preocupación menor     |
| Cúa crestado occidental* | Coua cristata dumonti      | Preocupación menor     |
| Cúa crestado norteño*    | Coua cristata cristata     | Preocupación menor     |
| Cúa azul                 | Coua caerulea              | Preocupación menor     |
| Cúa capirrojo norteño*   | Coua ruficeps ruficeps     | Preocupación menor     |
| Cúa capirrojo sureño*    | Coua ruficeps olivaceiceps | Preocupación menor     |
| Cúa de Coquerel*         | Coua coquereli             | Preocupación menor     |
| Cúa gigante*             | Coua gigas                 | Preocupación menor     |
| Cucal malgache común*    | Centropus toulou toulou    | Preocupación menor     |
| Cuco malgache            | Cuculus rochii             | Preocupación menor     |

| Nombre común            | Nombre científico                             | Estado de conservación |
| ----------------------- | --------------------------------------------- | ---------------------- |
| Chotacabras acollarado* | Gactornis enarratus                           | Preocupación menor     |
| Chotacabras malgache*   | Caprimulgus madagascariensis madagascariensis | Preocupación menor     |

| Nombre común                | Nombre científico                 | Estado de conservación |
| --------------------------- | --------------------------------- | ---------------------- |
| Vencejo malgache*           | Zoonavena grandidieri grandidieri | Preocupación menor     |
| Vencejo real de Madagascar* | Tachymarptis melba willsi         | Preocupación menor     |
| Vencejo de Madagascar*      | Apus balstoni balstoni            | Preocupación menor     |
| Vencejo palmero malgache*   | Cypsiurus gracilis                | Preocupación menor     |

| Nombre común             | Nombre científico          | Estado de conservación |
| ------------------------ | -------------------------- | ---------------------- |
| Rascón de Cuvier común*  | Dryolimnas cuvieri cuvieri | Preocupación menor     |
| Polluela negra malgache* | Zapornia olivieri          | En Peligro             |

| Noombre común                    | Nombre científico                  | Estado de conservación |
| -------------------------------- | ---------------------------------- | ---------------------- |
| Chorlitejo malgache*             | Charadrius thoracicus              | Vulnerable             |
| Chorlito gris                    | Pluvialis squatarola               | Preocupación menor     |
| Chorlitejo mongol grande central | Charadrius leschenaultii scythicus | Preocupación menor     |
| Chorlitejo pecuario              | Charadrius pecuarius               | Preocupación menor     |

| Nombre común     | Nombre científico       | Estado de conservación |
| ---------------- | ----------------------- | ---------------------- |
| Aguatero bengalí | Rostratula benghalensis | Preocupación menor     |

| Nombre común     | Nombre científico       | Estado de conservación |
| ---------------- | ----------------------- | ---------------------- |
| Jacana malgache* | Actophilornis albinucha | Amenazado              |

| Nombre común                 | Nombre científico            | Estado de convervación |
| ---------------------------- | ---------------------------- | ---------------------- |
| Zarapito trinador común      | Numenius phaeopus phaeopus   | Preocupación menor     |
| Zarapito real oriental       | Numenius arquata orientalis  | Amenazado              |
| Vuelvepiedras común oriental | Arenaria interpres interpres | Preocupación menor     |
| Andarríos del Terek          | Xenus cinereus               | Preocupación menor     |
| Andarríos chico              | Actitis hypoleucos           | Preocupación menor     |
| Archibebe claro              | Tringa nebularia             | Preocupación menor     |
| Andarríos bastardo           | Tringa glareola              | Preocupación menor     |

| Nombre común      | Nombre científico  | Estado de conservación |
| ----------------- | ------------------ | ---------------------- |
| Torillo malgache* | Turnix nigricollis | Preocupación menor     |

| Nombre común | Nombre científico | Estado de conservación |
| ------------ | ----------------- | ---------------------- |
| Dromas       | Dromas ardeola    | Preocupación menor     |

| Nombre común       | Nombre científico | Estado de conservación |
| ------------------ | ----------------- | ---------------------- |
| Canastera malgache | Glareola ocularis | Vulnerable             |

| Nombre común              | Nombre científico                       | Estado de conservación |
| ------------------------- | --------------------------------------- | ---------------------- |
| Picotenaza de Madagascar* | Anastomus lamelligerus madagascariensis | Preocupación menor     |
| Tántalo africano          | Mycteria ibis                           | Preocupación menor     |

| Nombre común          | Nombre científico    | Estado de conservación |
| --------------------- | -------------------- | ---------------------- |
| Aninga de Madagascar* | Anhinga rufa vulsini | Preocupación menor     |

| Nombre común            | Nombre científico             | Estado de conservación |
| ----------------------- | ----------------------------- | ---------------------- |
| Cormorán de Madagascar* | Microcarbo africanus pictilis | Preocupación menor     |

| Nombre común | Nombre científico        | Estado de conservación |
| ------------ | ------------------------ | ---------------------- |
| Ave martillo | Scopus umbretta umbretta | Preocupación menor     |

| Nombre común                      | Nombre científico                | Estado de conservación |
| --------------------------------- | -------------------------------- | ---------------------- |
| Avetorillo de Madagascar*         | Ixobrychus minutus podiceps      | Preocupación menor     |
| Garza real de Madagascar          | Ardea cinerea firasa             | Preocupación menor     |
| Garza malgache                    | Ardea humbloti                   | En Peligro             |
| Garza imperial de Madagascar*     | Ardea purpurea madagascariensis  | Preocupación menor     |
| Garza blanca africana             | Ardea alba melanorhynchos        | Preocupación menor     |
| Garceta costera africana oriental | Egretta gularis schistacea       | Preocupación menor     |
| Garceta negra                     | Egretta ardesiaca                | Preocupación menor     |
| Garcilla bueyera occidental       | Bubulcus ibis ibis               | Preocupación menor     |
| Garcilla cangrejera               | Ardeola ralloides                | Preocupación menor     |
| Garcilla malgache                 | Ardeola idae                     | En Peligro             |
| Garcita azulada de Madagascar*    | Butorides striata rutenbergi     | Preocupación menor     |
| Martinete común                   | Nycticorax nycticorax nycticorax | Preocupación menor     |

| Nombre común                 | Nombre científico              | Estado de conservación |
| ---------------------------- | ------------------------------ | ---------------------- |
| Ibis sagrado de Madagascar*  | Threskiornis bernieri bernieri | En Peligro             |
| Morito común                 | Plegadis falcinellus           | Preocupación menor     |
| Ibis crestado de Madagascar* | Lophotibis cristata            | Amenazado              |
| Espátula africana            | Platalea alba                  | Preocupación menor     |

| Nombre común                      | Nombre científico                | Estado de conservación |
| --------------------------------- | -------------------------------- | ---------------------- |
| Aguilucho caricalvo malgache*     | Polyboroides radiatus            | Preocupación menor     |
| Baza malgache*                    | Aviceda madagascariensis         | Preocupación menor     |
| Milano murcielaguero africano     | Macheiramphus alcinus anderssoni | Preocupación menor     |
| Aguilucho lagunero malgache       | Circus macrosceles               | En Peligro             |
| Gavilán de Frances de Madagascar* | Accipiter francesiae francesiae  | Preocupación menor     |
| Gavilán malgache*                 | Accipiter madagascariensis       | Amenazado              |
| Azor malgache                     | Accipiter henstii                | Amenazado              |
| Milano negro africano             | Milvus migran parasitus          | Preocupación menor     |
| Pigargo malgache*                 | Haliaeetus vociferoides          | Peligro Crítico        |
| Busardo malgache*                 | Buteo brachypterus               | Preocupación menor     |

| Nombre común           | Nombre científico | Estado de conservación |
| ---------------------- | ----------------- | ---------------------- |
| Lechuza común africana | Tyto alba affinis | Preocupación menor     |

| Nombre común             | Nombre científico             | Estado de conservación |
| ------------------------ | ----------------------------- | ---------------------- |
| Autillo malgache*        | Otus rutilus rutilus          | Preocupación menor     |
| Autillo Torotoroka*      | Otus rutilus madagascariensis | Preocupación menor     |
| Nínox malgache*          | Athene superciliaris          | Preocupación menor     |
| Búho malgache*           | Asio madagascariensis         | Preocupación menor     |
| Búho moro de Madagascar* | Asio capensis hova            | Preocupación menor     |

| Nombre común                | Nombre científico            | Estado de conservación |
| --------------------------- | ---------------------------- | ---------------------- |
| Carraca curol de Madagascar | Leptosomus discolor discolor | Preocupación menor     |

| Nombre común       | Nombre científico | Estado de conservación |
| ------------------ | ----------------- | ---------------------- |
| Abubilla malgache* | Upupa marginata   | Preocupación menor     |

| Nombre común                    | Nombre científico                             | Estado de conservación |
| ------------------------------- | --------------------------------------------- | ---------------------- |
| Martín pescador malgache*       | Corythornis vintsioides vintsioides           | Preocupación menor     |
| Martín pigmeo malgache norteño* | Corythornis madagascariensis madagascariensis | Preocupación menor     |
| Martín pigmeo malgache sureño*  | Corythornis madagascariensis dilutus          | Preocupación menor     |

| Nombre común             | Nombre científico                  | Estado de conservación |
| ------------------------ | ---------------------------------- | ---------------------- |
| Abejaruco oliva oriental | Merops superciliosus superciliosus | Preocupación menor     |

| Nombre común                | Nombre científico              | Estado de conservación |
| --------------------------- | ------------------------------ | ---------------------- |
| Carraca piquigorda malgache | Eurystomus glaucurus glaucurus | Preocupación menor     |

| Nombre común                   | Nombre científico       | Estado de conservación |
| ------------------------------ | ----------------------- | ---------------------- |
| Cernícalo de Madagascar        | Falco newtoni           | Preocupación menor     |
| Cernícalo malgache             | Falco zoniventris       | Preocupación menor     |
| Halcón de Eleonora             | Falco eleonorae         | Preocupación menor     |
| Halcón pizarroso               | Falco concolor          | Vulnerable             |
| Halcón peregrino de Madagascar | Falco peregrinus radama | Preocupación menor     |

| Nombre común                    | Nombre científico         | Estado de conservación |
| ------------------------------- | ------------------------- | ---------------------- |
| Loro vasa occidental*           | Coracopsis vasa drouhardi | Preocupación menor     |
| Loro negro malgache occidental* | Coracopsis nigra libs     | Preocupación menor     |
| Inseparable malgache norteño*   | Agapornis canus canus     | Preocupación menor     |

| Nombre común          | Nombre científico    | Estado de conservación |
| --------------------- | -------------------- | ---------------------- |
| Filepita de Schlegel* | Philepitta schlegeli | Amenazado              |

| Nombre común                  | Nombre científico            | Estado de conservación |
| ----------------------------- | ---------------------------- | ---------------------- |
| Oruguero malgache occidental* | Ceblepyris cinereus pallidus | Preocupación menor     |

| Nombre común                   | Nombre científico                         | Estado de conservación |
| ------------------------------ | ----------------------------------------- | ---------------------- |
| Newtonia de Archbold*          | Newtonia archboldi                        | Preocupación menor     |
| Newtonia común de bosque*      | Newtonia brunneicauda brunneicauda        | Preocupación menor     |
| Vanga cabecinegro occidental*  | Tylas eduardi albigularis                 | Preocupación menor     |
| Vanga colirrojo*               | Calicalicus madagascariensis              | Preocupación menor     |
| Vanga chabert norteño*         | Leptopterus chabert chabert               | Preocupación menor     |
| Vanga azul malgache*           | Cyanolanius madagascarinus madagascarinus | Preocupación menor     |
| Vanga picudo norteño*          | Vanga curvirostris curvirostris           | Preocupación menor     |
| Vanga rufo occidental*         | Schetba rufa occidentalis                 | Preocupación menor     |
| Vanga piquicurvo*              | Falculea palliata                         | Preocupación menor     |
| Vanga cabeciblanco occidental* | Artamella viridis annae                   | Preocupación menor     |

| Nombre común     | Nombre científico              | Estado de conservación |
| ---------------- | ------------------------------ | ---------------------- |
| Drongo malgache* | Dicrurus forficatus forficatus | Preocupación menor     |

| Nombre común                           | Nombre científico           | Estado de conservación |
| -------------------------------------- | --------------------------- | ---------------------- |
| Monarca colilargo malgache occidental* | Terpsiphone mutata singetra | Preocupación menor     |

| Nombre común | Nombre científico | Estado de conservación |
| ------------ | ----------------- | ---------------------- |
| Cuervo pío   | Corvus albus      | Preocupación menor     |

| Nombre común           | Nombre científico         | Estado de conservación |
| ---------------------- | ------------------------- | ---------------------- |
| Jiji común norteño*    | Neomixis tenella tenella  | Preocupación menor     |
| Jiji común occidental* | Neomixis tenella decaryi: | Preocupación menor     |

| Nombre común                | Nombre científico       | Estado de conservación |
| --------------------------- | ----------------------- | ---------------------- |
| Zarzalero malgache norteño* | Nesillas typica obscura | Preocupación menor     |
| Zarzalero de Lantz*         | Nesillas lantzii        | Preocupación menor     |
| Carricero malgache*         | Acrocephalus newtoni    | Preocupación menor     |

| Nombre común                  | Nombre científico                     | Estado de conservación |
| ----------------------------- | ------------------------------------- | ---------------------- |
| Bulbul tetraka noroccidental* | Bernieria madagascariensis incelebris | Preocupación menor     |

| Nombre común             | Nombre científico                  | Estado de conservación |
| ------------------------ | ---------------------------------- | ---------------------- |
| Golondrina de Madagascar | Phedina borbonica madagascariensis | Preocupación menor     |

| Nombre común          | Nombre científico                            | Estado de conservación |
| --------------------- | -------------------------------------------- | ---------------------- |
| Bulbul de Madagascar* | Hypsipetes madagascariensis madagascariensis | Preocupación menor     |

| Nombre común        | Nombre científico                       | Estado de conservación |
| ------------------- | --------------------------------------- | ---------------------- |
| Anteojitos malgache | Zosterops maderaspatanus maderaspatanus | Preocupación menor     |

| Nombre común        | Nombre científico   | Estado de conservación |
| ------------------- | ------------------- | ---------------------- |
| Estornino malgache* | Hartlaubius auratus | Preocupación menor     |

| Nombre común        | Nombre científico          | Estado de conservación |
| ------------------- | -------------------------- | ---------------------- |
| Tarabilla malgache* | Saxicola torquatus sibilla | Preocupación menor     |

| Nombre común        | Nombre científico            | Estado de conservación |
| ------------------- | ---------------------------- | ---------------------- |
| Suimanga malgache   | Cinnyris sovimanga sovimanga | Preocupación menor     |
| Suimanga piquilargo | Cinnyris notatus notatus     | Preocupación menor     |

| Nombre común              | Nombre científico         | Estado de conservación |
| ------------------------- | ------------------------- | ---------------------- |
| Tejedor Sakalava Norteño* | Ploceus sakalava sakalava | Preocupación menor     |
| Fodi rojo*                | Foudia madagascariensis   | Preocupación menor     |

| Nombre común       | Nombre científico | Estado de conservación |
| ------------------ | ----------------- | ---------------------- |
| Capuchino malgache | Lepidopygia nana  | Preocupación menor     |

| Nombre común        | Nombre científico      | Estado de conservación |
| ------------------- | ---------------------- | ---------------------- |
| Lavandera malgache* | Motacilla flaviventris | Preocupación menor     |

### Reptiles
| Nombre común                  | Nombre científico            | Estado de conservación |
| ----------------------------- | ---------------------------- | ---------------------- |
| Boa terrestre malgache*       | Acrantophis madagascariensis | Preocupación menor     |
| Boa de Dumeril*               | Acrantophis dumerili         | Preocupación menor     |
| Boa arborícola de Madagascar* | Sanzinia madagascariensis    | Preocupación menor     |

| Nombre común                                 | Nombre científico                       | Estado de conservación |
| -------------------------------------------- | --------------------------------------- | ---------------------- |
| Serpiente rayada de Bernier*                 | Dromicodryas bernieri                   | Preocupación menor     |
| Serpiente de cuatro rayas*                   | Dromicodryas quadrilineatus             | Preocupación menor     |
| Heteroliodon occipitalis*                    | Heteroliodon occipitalis                | Preocupación menor     |
| Serpiente nocturna enana*                    | Ithycyphus miniatus                     | Preocupación menor     |
| Langaha pseudoalluaudi*                      | Langaha pseudoalluaudi                  | Preocupación menor     |
| Serpiente de nariz porcina rubia*            | Leioheterodon modestus                  | Preocupación menor     |
| Liophidium torquatum*                        | Liophidium torquatum                    | Preocupación menor     |
| Liophidium chabaudi*                         | Liophidium chabaudi                     | Preocupación menor     |
| Lycodryas granuliceps*                       | Lycodryas granuliceps                   | Preocupación menor     |
| Lycodryas pseudogranuliceps*                 | Lycodryas pseudogranuliceps             | Preocupación menor     |
| Serpiente nocturna de Madagascar occidental* | Madagascarophis colubrinus occidentalis | Preocupación menor     |
| Serpiente nocturna de Madagascar sureña*     | Madagascarophis meridionalis            | Preocupación menor     |
| Serpiente de ojos grandes común*             | Mimophis mahfalensis                    | Preocupación menor     |
| Phisalixella tulearensis*                    | Phisalixella tulearensis                | Preocupación menor     |
| Serpiente de arroyo rayada*                  | Pseudoxyrhopus quinquelineatus          | Preocupación menor     |

| Nombre común                  | Nombre científico     | Estado de conservación |
| ----------------------------- | --------------------- | ---------------------- |
| Serpiente gusano de Mocquard* | Madatyphlops decorsei | Preocupación menor     |

| Nombre común               | Nombre científico     | Estado de conservación |
| -------------------------- | --------------------- | ---------------------- |
| Camaleón hoja blindado*    | Brookesia stumpffi    | Preocupación menor     |
| Camaleón hoja de Brygoo*   | Brookesia brygooi     | Preocupación menor     |
| Camaleón de nariz cornuda* | Calumma nasutum       | Preocupación menor     |
| Camaleón pantera*          | Furcifer pardalis     | Preocupación menor     |
| Camaleón verrugoso*        | Furcifer verrucosus   | Preocupación menor     |
| Camaleón rinoceronte*      | Furcifer rhinoceratus | Vulnerable             |
| Camaleón de Labord*        | Furcifer labordi      | Vulnerable             |
| Camaleón Oustalet*         | Furcifer oustaleti    | Preocupación menor     |
| Camaleón de Angel*         | Furcifer angeli       | Preocupación menor     |
| Camaleón alfombra*         | Furcifer major        | Preocupación menor     |
| Furcifer viridis*          | Furcifer viridis      | Preocupación menor     |

| Nombre común                          | Nombre científico        | Estado de conservación |
| ------------------------------------- | ------------------------ | ---------------------- |
| Gecko terciopelo de Boivin*           | Blaesodactylus boivini   | Vulnerable             |
| Gecko terciopelo de Sakalava*         | Blaesodactylus sakalava  | Preocupación menor     |
| Gecko de Grandidier*                  | Geckolepis typica        | Preocupación menor     |
| Gecko moteado de Peter*               | Geckolepis maculata      | Preocupación menor     |
| Gecko de muchas escamas*              | Geckolepis polylepis     | Falta de datos         |
| Gecko doméstico malgache*             | Hemidactylus mercatorius | Preocupación menor     |
| Gecko enano de Grandidier*            | Lygodactylus tolampyae   | Preocupación menor     |
| Gecko pantera*                        | Paroedura picta          | Preocupación menor     |
| Paroedura stumpffi*                   | Paroedura stumpffi       | Preocupación menor     |
| Gecko terrestre malgache de Mocquard* | Paroedura bastardi       | Preocupación menor     |
| Paroedura vahiny*                     | Paroedura vahiny         | Preocupación menor     |
| Gecko gigante de Koch*                | Phelsuma kochi           | Preocupación menor     |
| Gecko malgache de Abbott*             | Phelsuma abbotti         | Preocupación menor     |

| Nombre común                    | Nombre científico                | Estado de conservación |
| ------------------------------- | -------------------------------- | ---------------------- |
| Escinco listado de Madagascar*  | Tracheloptychus madagascariensis | Preocupación menor     |
| Escinco plateado de Madagascar* | Zonosaurus madagascariensis      | Preocupación menor     |
| Escinco plateado occidental*    | Zonosaurus laticaudatus          | Preocupación menor     |

| Nombre común               | Nombre científico           | Estado de conservación |
| -------------------------- | --------------------------- | ---------------------- |
| Iguana malgache*           | Chalarodon madagascariensis | Preocupación menor     |
| Iguana malgache de Merrem* | Oplurus cyclurus            | Preocupación menor     |
| Iguana malgache de Cuvier* | Oplurus cuvieri cuvieri     | Preocupación menor     |

| Nombre común                | Nombre científico          | Estado de conservación |
| --------------------------- | -------------------------- | ---------------------- |
| Escinco gris*               | Amphiglossus ornaticeps    | Preocupación menor     |
| Escinco reticulado*         | Amphiglossus reticulatus   | Preocupación menor     |
| Amphiglossus tanysoma*      | Amphiglossus tanysoma      | Preocupación menor     |
| Escinco colirrojo*          | Madascincus igneocaudatus  | Preocupación menor     |
| Escinco costero malgache*   | Madascincus polleni        | Preocupación menor     |
| Pseudoacontias menamainty*  | Pseudoacontias menamainty  | Peligro crítico        |
| Escinco de Gravenhorst*     | Trachylepis gravenhorstii  | Preocupación menor     |
| Escinco elegante*           | Trachylepis elegans        | Preocupación menor     |
| Escinco de manchas doradas* | Trachylepis aureopunctata  | Preocupación menor     |
| Grandidierina rubrocaudata* | Grandidierina rubrocaudata | Preocupación menor     |

| Nombre común                 | Nombre científico                     | Estado de conservación |
| ---------------------------- | ------------------------------------- | ---------------------- |
| Cocodrilo del Nilo malgache* | Crocodylus niloticus madagascariensis | Preocupación menor     |

| Nombre común                         | Nombre científico                | Estado de conservación |
| ------------------------------------ | -------------------------------- | ---------------------- |
| Tortuga del fango de África oriental | Pelusios castanoides castanoides | Preocupación menor     |
| Tortuga de escudo africana           | Pelomedusa subrufa               | Sin catalogar          |

| Nombre común               | Nombre científico             | Estado de conservación |
| -------------------------- | ----------------------------- | ---------------------- |
| Tortuga cabezona malgache* | Erymnochelys madagascariensis | Peligro crítico        |

### Anfibios
| Nombre común               | Nombre científico         | Estado de conservación |
| -------------------------- | ------------------------- | ---------------------- |
| Heterixalus luteostriatus* | Heterixalus luteostriatus | Preocupación menor     |

| Nombre común               | Nombre científico         | Estado de conservación |
| -------------------------- | ------------------------- | ---------------------- |
| Aglyptodactylus securifer* | Aglyptodactylus securifer | Preocupación menor     |
| Blommersia wittei*         | Blommersia wittei         | Preocupación menor     |
| Boophis doulioti*          | Boophis doulioti          | Preocupación menor     |
| Boophis occidentalis*      | Boophis occidentalis      | Preocupación menor     |
| Boophis tsilomaro*         | Boophis tsilomaro         | Peligro crítico        |
| Boophis xerophilus*        | Boophis xerophilus        | Preocupación menor     |
| Rana toro malgache*        | Laliostoma labrosum       | Preocupación menor     |
| Mantella ebenaui*          | Mantella ebenaui          | Preocupación menor     |
| Rana malgache fuerte*      | Mantidactylus femoralis   | Preocupación menor     |
| Rana malgache ulcerosa*    | Mantidactylus ulcerosus   | Preocupación menor     |

| Nombre común                | Nombre científico       | Estado de conservación |
| --------------------------- | ----------------------- | ---------------------- |
| Cophyla berara*             | Cophyla berara          | En Peligro             |
| Rana tomate de Antsouhy*    | Dyscophus insularis     | Preocupación menor     |
| Rana de lluvia parda*       | Scaphiophryne brevis    | Preocupación menor     |
| Rana de lluvia de Mocquard* | Scaphiophryne calcarata | Preocupación menor     |
| Rana de Benavony*           | Stumpffia gimmeli       | Preocupación menor     |

| Nombre común                    | Nombre científico         | Estado de conservación |
| ------------------------------- | ------------------------- | ---------------------- |
| Rana de pasto de las Mascareñas | Ptychadena mascareniensis | Preocupación menor     |

* Especies o subespecies endémicas de Madagascar
- Los estados de conservación en cursiva se refieren a la especie en su conjunto.

## Endemismos
Hay varias especies de árboles endémicos.

## Estado de conservación
Vulnerable. Los manglares se encuentran amenazados por el desarrollo urbano, la pesca, la erosión, el cultivo de arroz, la explotación de la sal marina y la acuicultura de crustáceos.
Algunos manglares se encuentran en el actual parque marino: Reserve Mananara Biosphere, que también incluye arrecifes de coral.

## Protección
- Reserva de la Biosfera de Mananara